# Grevillea rosmarinifolia
Grevillea rosmarinifolia conocida en su lugar de origen como ("Rosemary grevillea") es una especie de planta perteneciente a la familia Proteaceae. Es nativa de Australia.

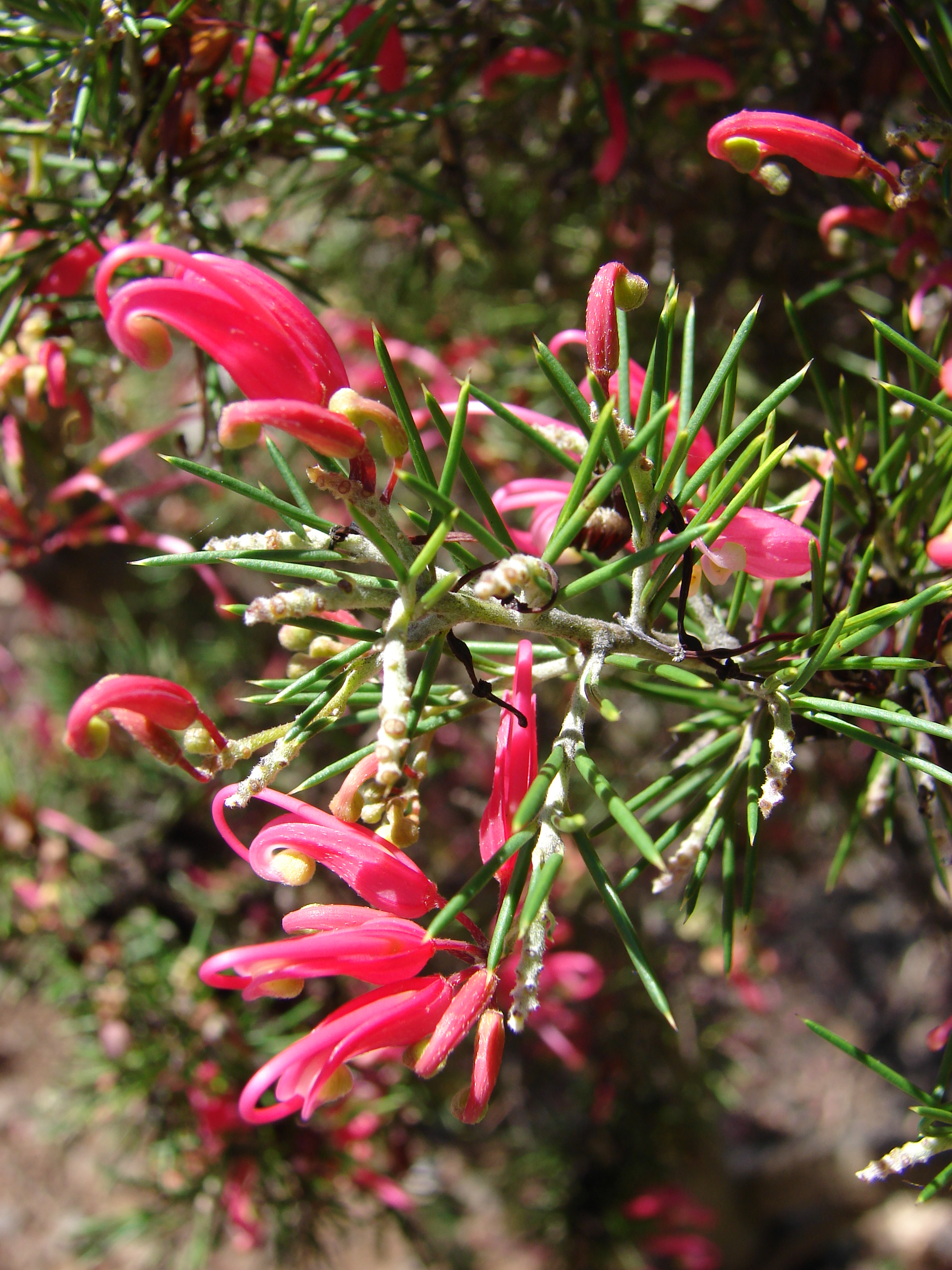
Vista de la planta

## Descripción
Es un arbusto que alcanza los 2 metros de altura. Sus hojas son semejantes a las del romero, estrechas y lineales de 1-4 cm de longitud y  1-3 mm de ancho.  Las flores son de color rojo a rosa-crema en agrupaciones de 1-8 flores. Se producen en primavera y verano.  
Fue descubierta en 1800 por Allan Cunningham, un botánico inglés en una de sus expediciones a Nueva Gales del Sur.

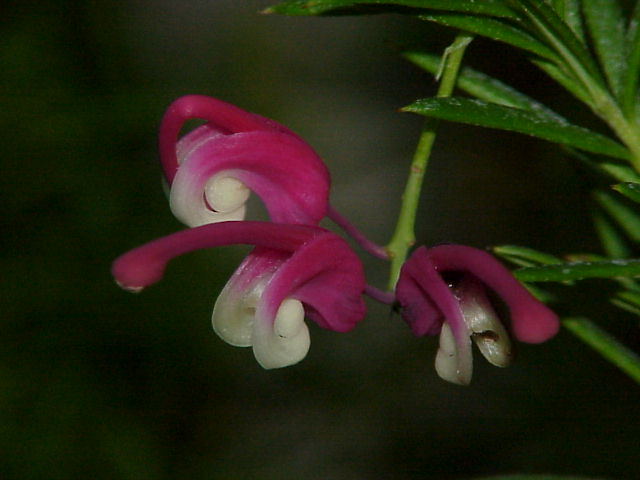
Flores.

## Hábitat
Es un arbusto compacto (1,2m x 1,2m) que crece fácilmente en un amplio rango de climas y suelos, desde temperaturas frías a subtropical y semiáridas. Las flores se producen en grandes racimos pedunculados de color rosa o crema, principalmente en invierno o verano temprano, son extremadamente atractivas para los insectos recolectores de miel. Su denso follaje de agujas protege los nidos de pequeños pájaros. Prefiere lugares soleados o con ligeramente sombreados, y crece mejor en suelos húmedos con buen drenaje en suelos arenosos.

## Taxonomía
Grevillea rosmarinifolia fue descrita por Allan Cunningham y publicado en Geographical Memoirs on New South Wales 328. 1825.
Etimología
Grevillea, el nombre del género fue nombrado en honor de Charles Francis Greville, cofundador de la Real Sociedad de Horticultura británica.
rosmarinifolia: epíteto latíno que significa "con las hojas de Rosmarinus"
Sinonimia
- Grevillea latrobei Meisn.
- Grevillea latrobei var. dasystilis Meisn.
- Grevillea latrobei var. leiostylis Meisn.
- Grevillea latrobei var. scabrifolia Meisn.
- Grevillea nutans Meisn.
- Grevillea riparia Sieber ex Schult.[2]
- Grevillea glabella R.Br.